# Bitwa pod Dubienką (1920)

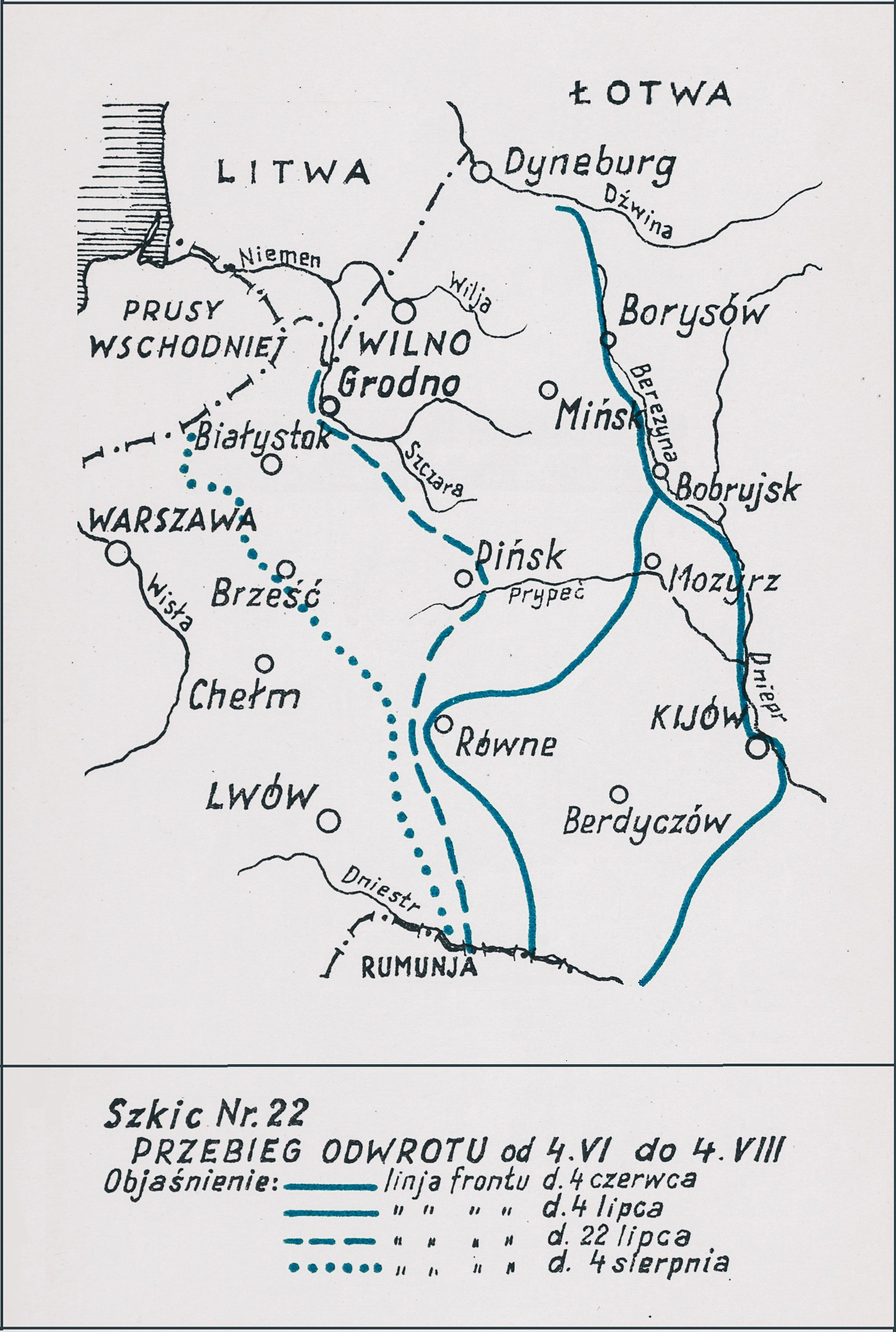
Adam Przybylski,
Wojna Polska 1918–1921

Bitwa pod Dubienką – walki polskiej 7 Dywizji Piechoty z oddziałami sowieckich 7 i 25 Dywizji Strzelców w okresie wojny polsko-bolszewickiej.

## Geneza
W pierwszej dekadzie lipca 1920 przełamany został front polski nad Autą, a wojska Frontu Północno-Wschodniego gen. Stanisława Szeptyckiego cofały się pod naporem ofensywy Michaiła Tuchaczewskiego. Naczelne Dowództwo Wojska Polskiego nakazało powstrzymanie wojsk sowieckiego Frontu Zachodniego na linii dawnych okopów niemieckich z okresu I wojny światowej. Sytuacja operacyjna, a szczególnie upadek Wilna i obejście pozycji polskich od północy, wymusiła dalszy odwrót wojsk polskich. 1 Armia gen. Gustawa Zygadłowicza cofała się nad Niemen, a 4 Armia nad Szczarę. Obrona wojsk polskich na linii Niemna i Szczary również nie spełniła oczekiwań. W walce z przeciwnikiem oddziały polskie poniosły duże straty i zbyt wcześnie rozpoczęły wycofanie na linię Bugu.
Plan polskiego Naczelnego Dowództwa zakładał, że 1. i 4. Armia oraz Grupa Poleska powstrzymają bolszewików i umożliwią przygotowanie kontrofensywy z rejonu Brześcia. Rozstrzygającą operację na linii Bug, Ostrołęka, Omulew doradzał też gen. Maxime Weygand.
Utrata twierdzy brzeskiej spowodowała, że plan Naczelnego Dowództwa Wojska Polskiego uderzenia znad Bugu w skrzydło wojsk Frontu Zachodniego Michaiła Tuchaczewskiego i rozegrania tam decydującej bitwy przestał być realny. Wojska polskie cofały się nadal, a kolejną naturalną przeszkodą terenową dogodną do powstrzymania sowieckiej ofensywy była Wisła.
Około południa 8 sierpnia 1920 dowódca 7 Dywizji Piechoty płk Karol Schubert otrzymał od dowódcy 3 Armii gen. Zygmunta Zielińskiego rozkaz opuszczenia linii Bugu. Odwrót rozpoczęto w godzinach wieczornych. Osłaniał 27 pułk piechoty. XIV Brygada Piechoty wycofała się w rejon Chełma, a XIII Brygada Piechoty do rejonu w okolicach Sawina.

## Walczące wojska
| Jednostka                             | Dowódca                      | Podporządkowanie   |
| Wojsko Polskie                        |                              |                    |
| 7 Dywizja Piechoty                    | gen. Karol Schubert          | 3 Armia            |
| ⇒ XIV Brygada Piechoty                | płk Józef Olszyna-Wilczyński | 7 Dywizja Piechoty |
| ⇒ XIV Brygada Piechoty                | gen. Pogorzelski             | 7 Dywizja Piechoty |
| → 11 pułk piechoty                    | ppłk Aleksander Zawadzki     |                    |
| ― III/11 pułku piechoty               | ppor. Stanisław Ossowski †   |                    |
| ⇒ ochotniczy pułk wołyński            | mjr Wacław Drojowski †       |                    |
| ⇒ dywizjon 3 pułku artylerii ciężkiej | ppłk Witold Konczakowski     |                    |
| ⇒ pociąg pancerny „Zagończyk”         |                              |                    |
| Armia Czerwona                        |                              |                    |
| 7 Dywizja Strzelców                   |                              |                    |
| 25 Dywizja Strzelców                  |                              |                    |

## Działania wojsk w rejonie Dubienki
Po przerwaniu przez nieprzyjaciela frontu nad Bugiem, dowodzący 3 Armią gen. Zygmunt Zieliński wydał płk. Karolowi Schubertowi rozkaz przesunięcia głównych sił dywizji do rejonu Chełma, z zadaniem zwalczania oddziałów sowieckich posuwających się na Lublin. 
9 i 10 sierpnia płk Schubert dokonał przegrupowania dywizji: XIV Brygada Piechoty obsadziła Chełm, zaś XIII BP skoncentrowała się na północ od miasta w rejonie Malowana - Horodyszcze.
Zgodnie z rozkazem dowódcy 3 Armii z 11 sierpnia, 7 Dywizja Piechoty miała wyrzucić oddziały Armii Czerwonej za Bug i obsadzić rzekę na odcinku Świerże - Dorohusk. Zasadniczym celem było przywrócenie obrony polskiej na Bugu na odcinku Dubienka – Hrubieszów. Tym samym rozkazem dowódca armii nakazał obsadzić Dubienkę 1 ochotniczym pułkiem wołyńskim mjr. Wacława Drojowskiego. 14 sierpnia oddział kawalerii sowieckiej uderzył na pułk i rozproszył go niemal bez walki. Zginął dowódca pułku. W ręce Sowietów wpadły plany polskiej kontrofensywy znad Wieprza. Gdy sowiecka kawaleria wycofała się, stanowiska pod Dubienką zajął III batalion 11 pułku piechoty.
18 sierpnia do Dubienki podeszły oddziały 25 Dywizji Strzelców i atakiem z marszu zdobyły most. Na zachodni brzeg Bugu przeszedł 25 pułk kawalerii i otoczył III batalion. Polski batalion bagnetami  musiał wyrąbywać sobie drogę odwrotu. Poległ dowódca batalionu ppor. Stanisław Ossowski. Dowódca tego odcinka Bugu, podpułkownik Zawadzki, nie posiadał już żadnych odwodów i zmuszony był odgiąć prawe skrzydło na linię Turka—Ostrów—kol. Skordjów. 24 sierpnia sowiecka kawaleria bez walki wycofała się, a do miasta weszły dwa bataliony 11 pułku piechoty.
27 sierpnia skoncentrowana w rejonie Sokala 1 Armia Konna Siemiona Budionnego ruszyła na Lublin. W ślad za kawalerią posuwały się dywizje strzeleckie 12 Armii. Stanowiło to duże zagrożenie dla tyłów i prawego skrzydła polskiej 3 Armii. 
28 sierpnia oddziały 25 i 7 Dywizji Strzelców sforsowały Bug, uderzając od północy i południu na Dubienkę. Po sześciu godzinach walki 11 pułk piechoty odrzucił natarcie nieprzyjaciela i obronił miasto. 31 sierpnia 25 dywizja powtórzyła natarcie. Tym razem również okazało się ono bezskuteczne. W tym też dniu sowiecka 1 Armia Konna została pobita w bitwie pod Komarowem i rozpoczęła odwrót. Także dywizje strzeleckie  12 Armii zaprzestały działań zaczepnych.